# Enklawa (film)
Enklawa (film) (serb. Енклава) – film niemiecko-serbskiej produkcji z 2015 roku w reżyserii Gorana Radovanovicia.

## Historia
Głównym tematem filmu jest życie kosowskich Serbów w małych odosobnionych etnicznych enklawach. Premiera filmu miała miejsce 19 marca 2015 roku, a w Polsce 7 lipca 2017. Film został w 2016 roku zgłoszony przez Serbię do Oscara dla najlepszego filmu obcojęzycznego.

## Treść
Akcja filmu rozgrywa się w 2004 roku na przełomie kwietnia i maja. Główny bohater filmu Nenad mieszka w serbskiej enklawie w północnym Kosowie razem z ojcem Voją i umierającym dziadkiem Milutinem. Są chrześcijanami, a ich sąsiedzi to będący muzułmanami Albańczycy. Dlatego Nenad nie ma kolegów, a do szkoły w której jest jedynym uczniem jest wożony opancerzonym pojazdem sił stabilizacyjnych KFOR.

## Obsada[1]
- Filip Subarić jako Nenad
- Denis Murić jako Bashkim
- Nebojša Glogovac jako Vojislav Arsic
- Anica Dobra jako Milica Arsic
- Miodrag Krivokapić jako ojciec Draža
- Goran Radaković jako Cekic
- Meto Jovanovski jako Milutin Arsic
- Çun Lajçi jako dziadek Bashkima
- Nenad Jezdić jako kierowca autobusu